# Transformer
Transformer – drugi album Lou Reeda, wydany 8 grudnia 1972. Został on wyprodukowany przez Davida Bowiego i Micka Ronsona. Nagrań dokonano w sierpniu 1972 w londyńskim Trident Studios.
Zawiera najbardziej znane piosenki Reeda: "Perfect Day", "Satellite of Love" i jego największy przebój "Walk on the Wild Side". Płyta ma numer 194 na liście 500 najlepszych albumów magazynu Rolling Stone.

## Lista utworów
Wszystkie utwory skomponował Lou Reed.
| 1.  | "Vicious"                         | 2:55  |
|     |                                   |       |
| 2.  | "Andy's Chest"                    | 3:17  |
|     |                                   |       |
| 3.  | "Perfect Day"                     | 3:43  |
|     |                                   |       |
| 4.  | "Hangin' 'Round"                  | 3:39  |
|     |                                   |       |
| 5.  | "Walk on the Wild Side"           | 4:12  |
|     |                                   |       |
| 6.  | "Make Up"                         | 2:58  |
|     |                                   |       |
| 7.  | "Satellite of Love"               | 3:40  |
|     |                                   |       |
| 8.  | "Wagon Wheel"                     | 3:19  |
|     |                                   |       |
| 9.  | "New York Telephone Conversation" | 1:31  |
|     |                                   |       |
| 10. | "I'm So Free"                     | 3:07  |
|     |                                   |       |
| 11. | "Goodnight Ladies"                | 4:19  |
|     |                                   |       |
|     |                                   | 36:40 |
|     |                                   |       |

## Skład
- Lou Reed – śpiew, gitara
- Herbie Flowers – gitara basowa, kontrabas, tuba w "Goodnight Ladies" i "Make Up"
- Mick Ronson – gitara, pianino, dalszy śpiew, aranżacja smyczków
- John Halsey – perkusja

gościnnie
- Ronnie Ross – saksofon barytonowy w "Goodnight Ladies" i "Walk on the Wild Side"
- The Thunder Thighs – dalszy śpiew
- Barry DeSouza – perkusja
- Ritchie Dharma – perkusja
- Klaus Voormann – gitara basowa

produkcja
- David Bowie – producent, dalszy śpiew
- Mick Ronson – nagranie, producent
- Ken Scott – inżynier dźwięku